# Zeta Trianguli Australis
Zeta Trianguli Australis è una stella della costellazione del Triangolo Australe distante 39,5 anni luce dal Sistema solare.

## Osservazione
La sua posizione è fortemente australe e ciò comporta che la stella sia osservabile prevalentemente dall'emisfero sud, dove si presenta circumpolare anche da gran parte delle regioni temperate; dall'emisfero nord la sua visibilità è invece limitata alle regioni temperate inferiori e alla fascia tropicale. La sua magnitudine pari a +4,91, fa sì che possa essere scorta solo con un cielo sufficientemente libero dagli effetti dell'inquinamento luminoso.
Il periodo migliore per la sua osservazione nel cielo serale ricade nei mesi compresi fra maggio e settembre; nell'emisfero sud è visibile anche per gran parte della primavera, grazie alla declinazione boreale della stella, mentre nell'emisfero sud può essere osservata in particolare durante i mesi estivi boreali.

## Caratteristiche
Si tratta di una binaria spettroscopica composta da due stelle di sequenza principale; la primaria è una stella di classe spettrale F9-V di poco più massiccia del Sole (1,06 volte) mentre la secondaria è una stella nana che le orbita attorno in un periodo di 13 giorni, su un'orbita quasi circolare. La metallicità è di poco inferiore a quella del Sole ([Fe/H]=-0.10), mentre l'età stimata si aggira intorno ai 2 miliardi di anni.
La secondaria è probabilmente una nana rossa con massa compresa tra le 0,09 e 0,45 masse solari, di tipo spettrale da M1V a M7V.